# Tunel kolejowy w Rydułtowach

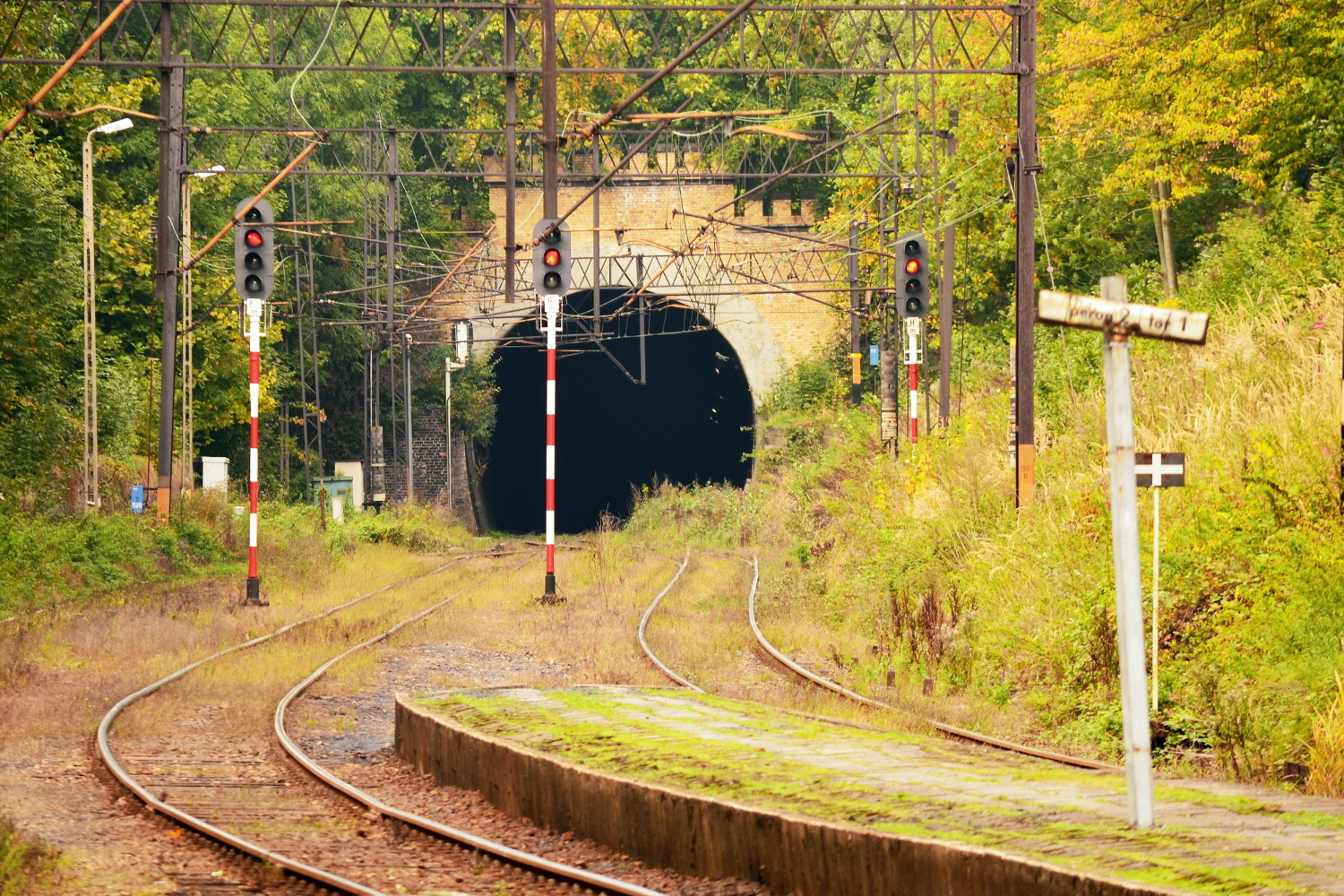
Tunel kolejowy w Rydułtowach, widok od strony południowej

Tunel kolejowy w Rydułtowach – obiekt inżynieryjny w Rydułtowach, położony między przystankiem Łuków Śląski a stacją w Rydułtowach, na linii kolejowej nr 140. Ciągnie się od osiedla Orłowiec aż do łąk niedaleko Czernicy, przechodząc m.in. pod drogą wojewódzką nr 935.

## Historia
Powstanie tunelu wiąże się z budową linii kolejowej łączącej Nędzę z Rybnikiem. Do końca 1854 roku zbudowano odcinek z Nędzy do Czernicy (oficjalne otwarcie tej części trasy miało miejsce 1 stycznia 1855). Na przeszkodzie ku dalszej budowie linii stanęło jednak wzniesienie, pod którym zdecydowano się przebić tunel. Prace przy jego budowie rozpoczęto już pod koniec 1854 roku. Wykonawcą była prywatna spółka akcyjna Wilhelmsbahn. W celu usprawnienia prac utworzono roboczą linię obejściową biegnącą przez wzgórze. Do budowy użyto cegieł klinkierowych ze specjalnie zbudowanych na miejscu, cegielni. Pierwsze 200 m tunelu zbudowano metodą odkrywkową, natomiast kolejne 500 metodą górniczą. Tunel drążono tzw. metodą niemiecką, tj. drążono dwa tunele po obu stronach, nadbudowywano ściany, po tym podwyższano wykop o kilka metrów i wznoszono ścianę wyżej. Kolejnym etapem było wydrążenie tunelu łączącego dwa symetryczne i nadbudowywano sklepienie tunelu. Gdy te etapy budowy zostały zakończone, następowało wybranie „rdzenia tunelu”. Ze względu na duży napór wód gruntowych, ściany zostały uszczelnione 20 000. ton słoniny i łoju. Drążenie tunelu utrudniała kurzawka, na którą natrafiono w trakcie kopania. Również ciśnienie powodowane przez masy ziemne dawało się we znaki budowniczym, parokrotnie będąc przyczyną zawalenia się sklepienia. Napotkane trudności spowodowały opóźnienia w budowie i, aby dotrzymać terminu, 1 października 1856 roku oddano tymczasowo do użytku odcinek biegnący po wzniesieniu, zbudowany wcześniej jako roboczy. Przejazd tą trasą był kłopotliwy, gdyż trzeba było w tym celu użyć aż dwóch lokomotyw. Ostatecznie tunel oddano do użytku z początkiem 1857 roku. Był on jak na owe czasy sporym osiągnięciem technicznym, miał długość 727 m, wysokość 7,5 m i szerokość 8,7 m, przystosowany do umieszczenia w nim dwóch torów a położony był na głębokości dochodzącej do 28 m.
Niestety, już po pięciu miesiącach eksploatacji, w przeciągu jednego tygodnia (od 3 do 10 maja), na skutek tąpnięcia doszło do zgniecenia tunelu na odcinku o długości około 100. m. Dzięki interwencji górników z pobliskich kopalń, tunel przed całkowitym zawaleniem udało się zabezpieczyć drewnianą obudową. Interwencja państwa i pomoc finansowa górnictwa, pozwoliły na odbudowę tunelu. Na czas odbudowy, ponownie uruchomiono odcinek tymczasowy. Zmniejszony został przekrój tunelu, przez co mógł on zmieścić zaledwie jeden tor (a nie dwa, jak pierwotnie planowano). Odbudowę ukończono 20 grudnia 1858 roku a w tym samym dniu ukończony został również odcinek między Mikołowem, a Ligotą i tym samym Racibórz połączono z Katowicami.
1 września 1939 roku, w dniu wybuchu II wojny światowej (dokładnie o godz. 5.09), polscy żołnierze wysadzili tunel. Olbrzymia eksplozja spowodowała zniszczenie dwóch budynków nad tunelem, a na drodze z Raciborza do Rybnika powstała szczelina o długości 2 m. Po zajęciu Rydułtów przez Niemców, już 8 września przystąpiono do prac naprawczych. Odbudowę ukończono jednak dopiero w połowie 1942 roku.
W dniu 28 marca 1999 roku przed wjazdem do tunelu od strony Rydułtów doszło do pożaru pociągu osobowego. Został  spowodowany przez zetknięcie nadwozia pociągu z przewodem zrzuconym znad wjazdu do tunelu na sieć trakcyjną przez nieznanego do dzisiaj sprawcę.